# Бродвейська мелодія
«Бродвейська мелодія» (англ. The Broadway Melody) — американський мюзикл Гаррі Бомонта 1929 року з Чарльзом Кінгом в головній ролі.

## Сюжет
Сестри Генк і Куїні Магоні — танцюючі співачки, приїжджають до Нью-Йорку на Бродвей, де їх друг Едді Керні виступає в ролі протеже постановки їх нового номера для вар'єте Френсіса Занфілда. Едді й Генк давно знайомі й навіть хочуть повінчатися, але коли молода людина побачила Куїні, він закохується в неї без тями й, змінивши свої плани щодо майбутнього шлюбу, починає залицятися до білявої сестрички.
Тим часом Джок Воррінер, багатій представник вищого суспільства Нью-Йорка, поклавши око на Куїні, дарує їй діамантовий браслет і вимагає покори й кохання, але тільки через кілька тижнів дівчина зрозуміє, що стала іграшкою в руках холоднокровного джентльмена…

## У ролях
- Чарльз Кінг — Едді Керні
- Аніта Пейдж — Куїні Магоні
- Бессі Лав — Генк Магоні
- The Angeles Twins  — жіночий хор
- Дж. Емметт Бек — Бейб Гатрік
- Насіо Герб Браун — піаніст
- Джеймс Берроуз — співак
- Едді Буш — гітарист і співак
- Рей Кук — посильний
- Дрю Демарест — костюмер

## Нагороди
Премія «Оскар» за найкращий фільм. Номінації за найкращу жіночу роль (Бессі Лав) і найкращого режисера (Гаррі Бомонт).